# Torrijas
Torrijas es un municipio y localidad española de la provincia de Teruel, en la comunidad autónoma de Aragón. El término municipal, ubicado en la comarca de Gúdar-Javalambre, tiene una población de 36 habitantes (INE 2024). 

## Geografía
Las localidades limítrofes con este pueblo son Arcos de las Salinas, Los Cerezos, Las Alhambras, Los Olmos y Manzanera.

## Historia
La propiedad de la tierra fue de realengo, por pertenecer a la comunidad aragonesa. Estuvo encuadrada en la comunidad de aldeas de Teruel, en la Sesma del Campo de Sarrión, hasta la división provincial de 1833.
Hacia mediados del siglo XIX, el lugar tenía contabilizada una población de 422 habitantes. La localidad aparece descrita en el decimoquinto volumen del Diccionario geográfico-estadístico-histórico de España y sus posesiones de Ultramar de Pascual Madoz de la siguiente manera:

TORRIJAS: l. con ayunt. en la prov. y dióc. de Teruel (9 leg.), part. jud. de Mora (4 1/2), aud. terr. de Zaragoza y c. g. de Aragon. Está sit. en un collado, casi en el centro de la sierra de Jabalambre; el clima es muy frio, y las enfermedades mas comunes las afecciones pectorales. Se compone de unas 100 casas de mala construccion, formando cuerpo de pobl., cuyas calles tienen el piso pendiente y desigual; hay una escuela de instruccion primaria; igl. parr. (San Cosme y San Damian) servida por un cura de término y de provision ordinaria, y un cementerio que en nada perjudica á la salud pública Confina el térm. por el N. con el de la Puebla de Valverde, part. jud. de Teruel; E. Manzanera; S. Abejuela, y O. Arcos y Riodeva; hay en él un manantial que con otros procedentes de diferentes pueblos forman el r. Mijares. El terreno es todo montuoso con algunas cañadas de tierras de labor; el monte de pinos tan bravo y espeso, en años no muy lejanos, va desapareciendo por momentos por las grandes talas que en él se han hecho. Los caminos son de herradura y comunican con los pueblos limítrofes. El correo se recibe de Teruel, tres veces en la semana. prod.: trigo, centeno, cebada y avena; hay cria de ganado lanar y cabrio, y caza de conejos y perdices. pobl.: 104 vec., 422 alm. riqueza imp.: 66,862 rs.
(Madoz, 1849, p. 107)

## Demografía
Torrijas cuenta con una población de 36 habitantes (INE 2024).
| Gráfica de evolución demográfica de Torrijas entre 1842 y 2021                                                      |
| |
| Población de derecho según los censos de población del INE Población de hecho según los censos de población del INE |

## Administración y política
| Período             | Alcalde                                    | Partido |  |
| ------------------- | ------------------------------------------ | ------- |  |
| 1979-1980 1980-1983 | Leonardo Garcés Morte Antonio García Rubio | UCD     |  |
| 1979-1980 1980-1983 | Leonardo Garcés Morte Antonio García Rubio | UCD     |  |
| 1983-1987           |                                            |         |  |
| 1987-1991           |                                            |         |  |
| 1991-1995           |                                            |         |  |
| 1995-1999           |                                            |         |  |
| 1999-2003           |                                            |         |  |
| 2003-2007           | Antonio Gamir Rodríguez                    | PP      |  |
| 2007-2011           | Pedro Navarro                              | PAR     |  |
| 2011-2015           | Joaquín Durbán López                       | PAR     |  |
| 2015-2018           | Aurora Gil Montolio                        | PP      |  |

| Partido político    | Partido político                                   | 2003   | 2007   | 2011   | 2015   |
| Partido político    | Partido político                                   | Ediles | Ediles | Ediles | Ediles |
|                     | Partido Popular de Aragón (PP)                     | —      | —      | 1      | 2      |
|                     | Partido Aragonés (PAR)                             | 1      | 1      | 2      | 1      |
|                     | Partido de los Socialistas de Aragón (PSOE-Aragón) | —      | —      | —      | —      |
|                     | Izquierda Unida (IU)                               | —      | —      | —      | —      |
| Total de concejales | Total de concejales                                | 1      | 1      | 3      | 3      |

## Patrimonio

### Edificios religiosos
En la localidad hay una iglesia parroquial bajo la advocación de San Cosme y San Damián. Es un templo barroco del siglo XVIII que contiene una tabla de la Sagrada Familia del siglo XVI.

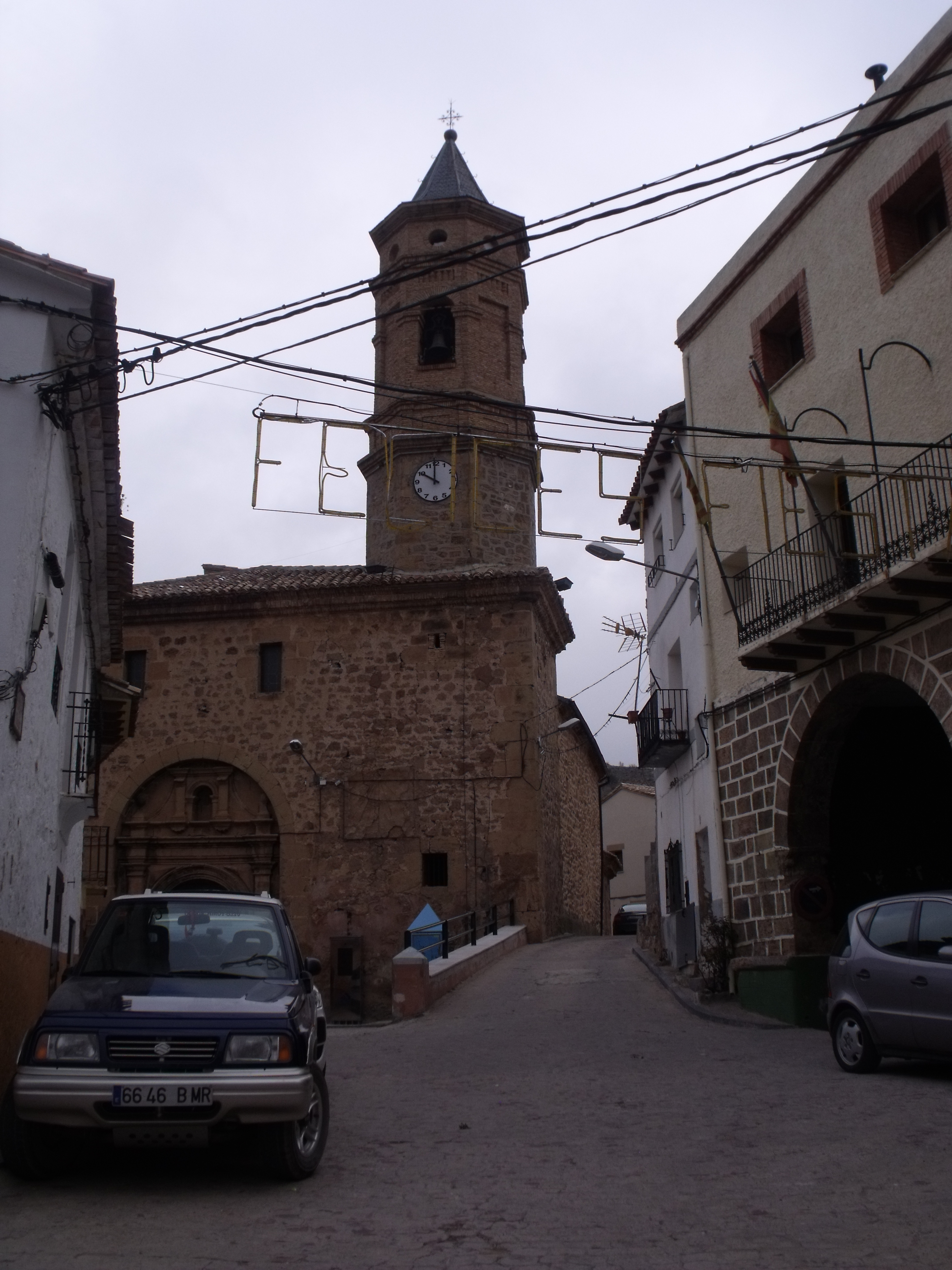
Iglesia y campanario
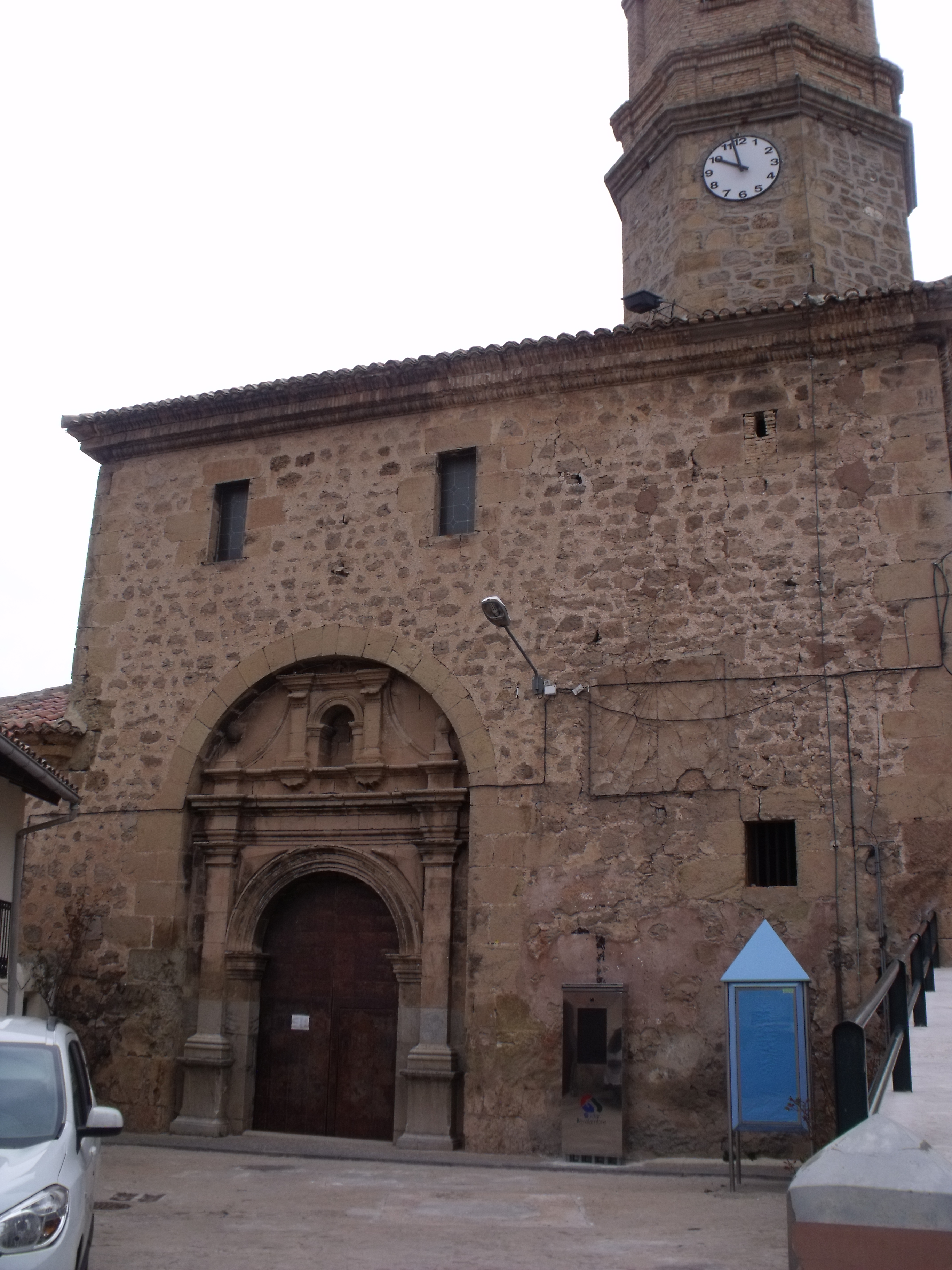
Fachada principal
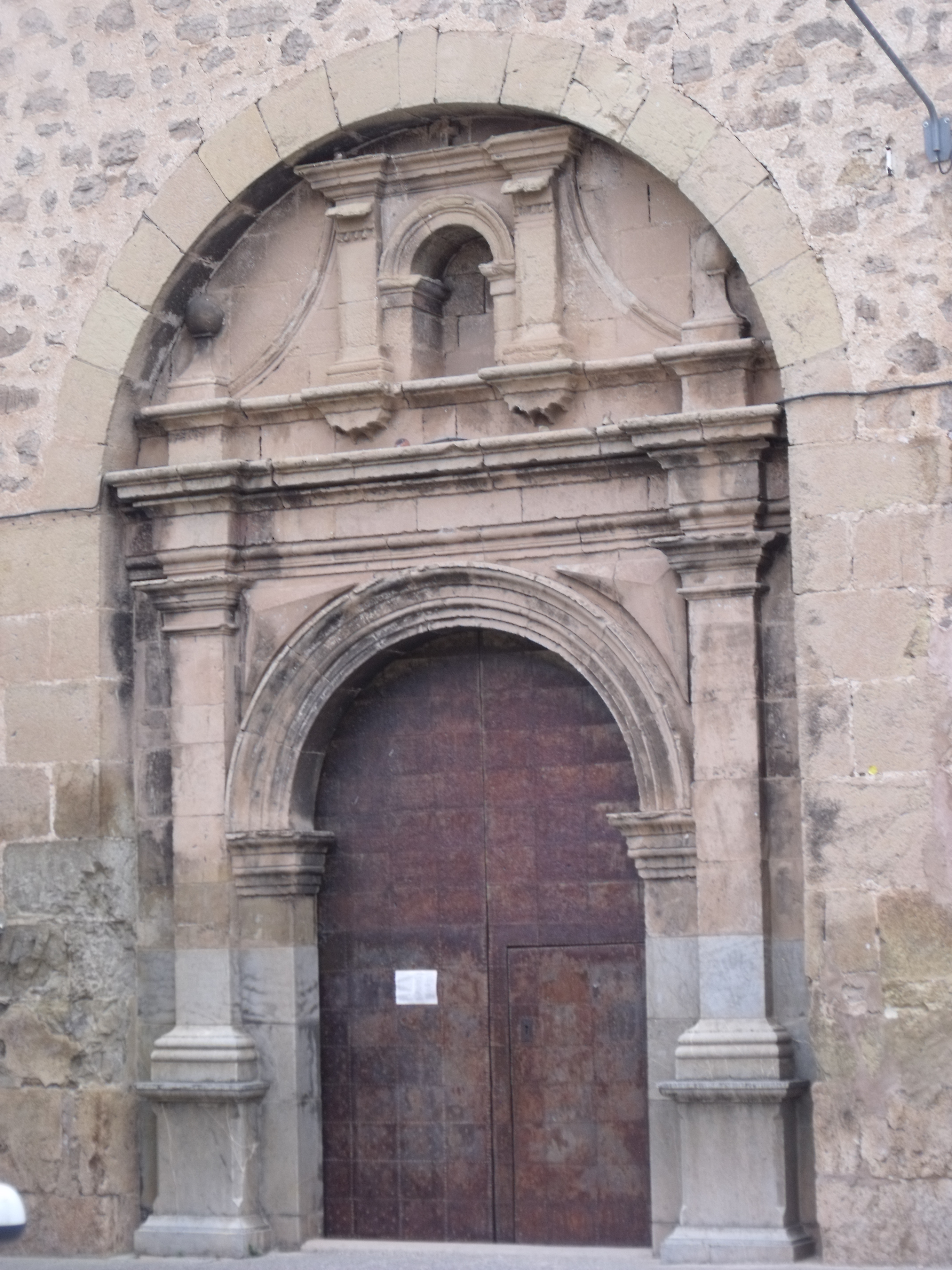
Detalle puerta

### Edificios civiles
Los porches del ayuntamiento eran los antiguos calabozos.

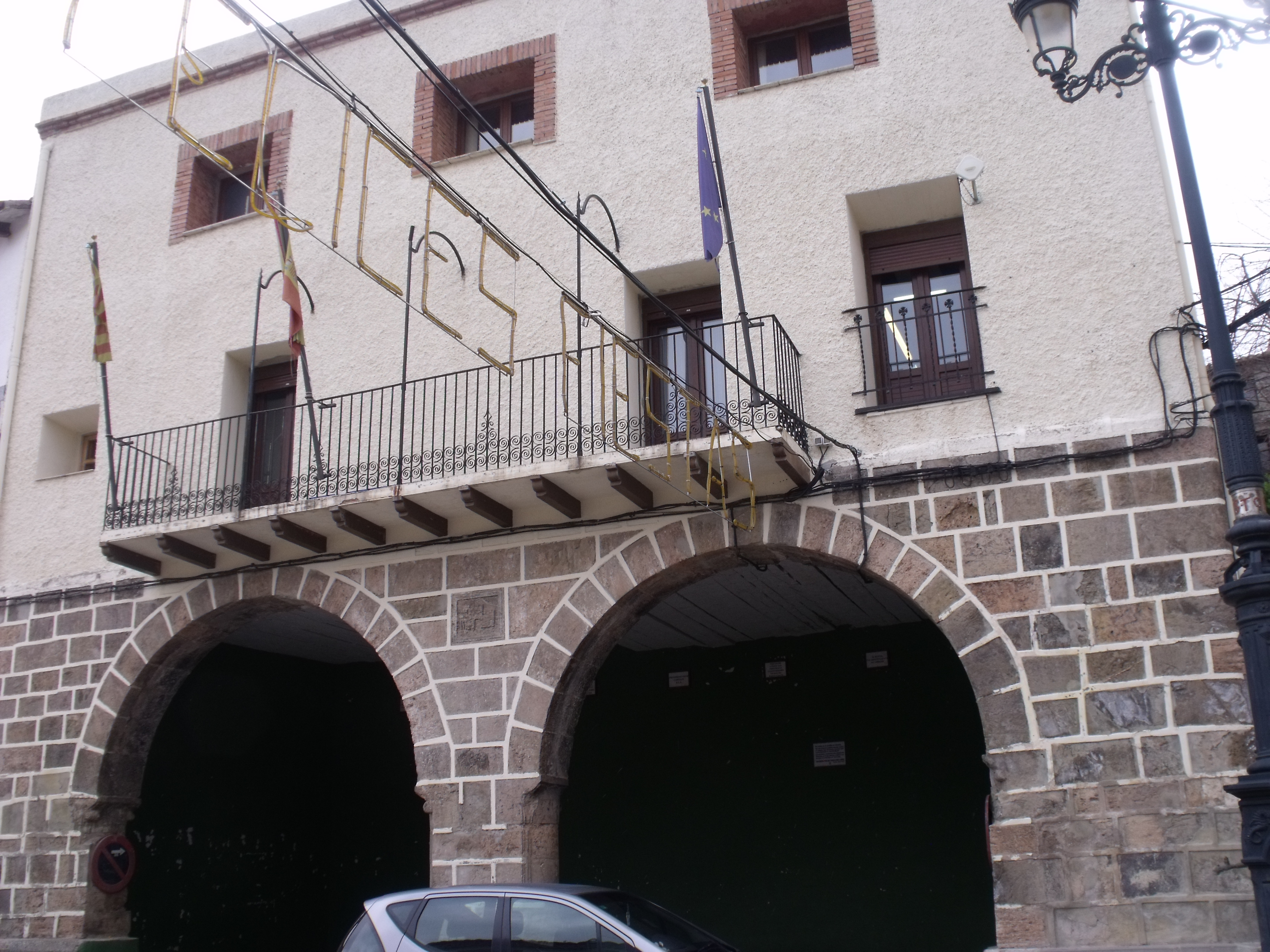
Parte trasera del Ayuntamiento, antiguos calabozos.
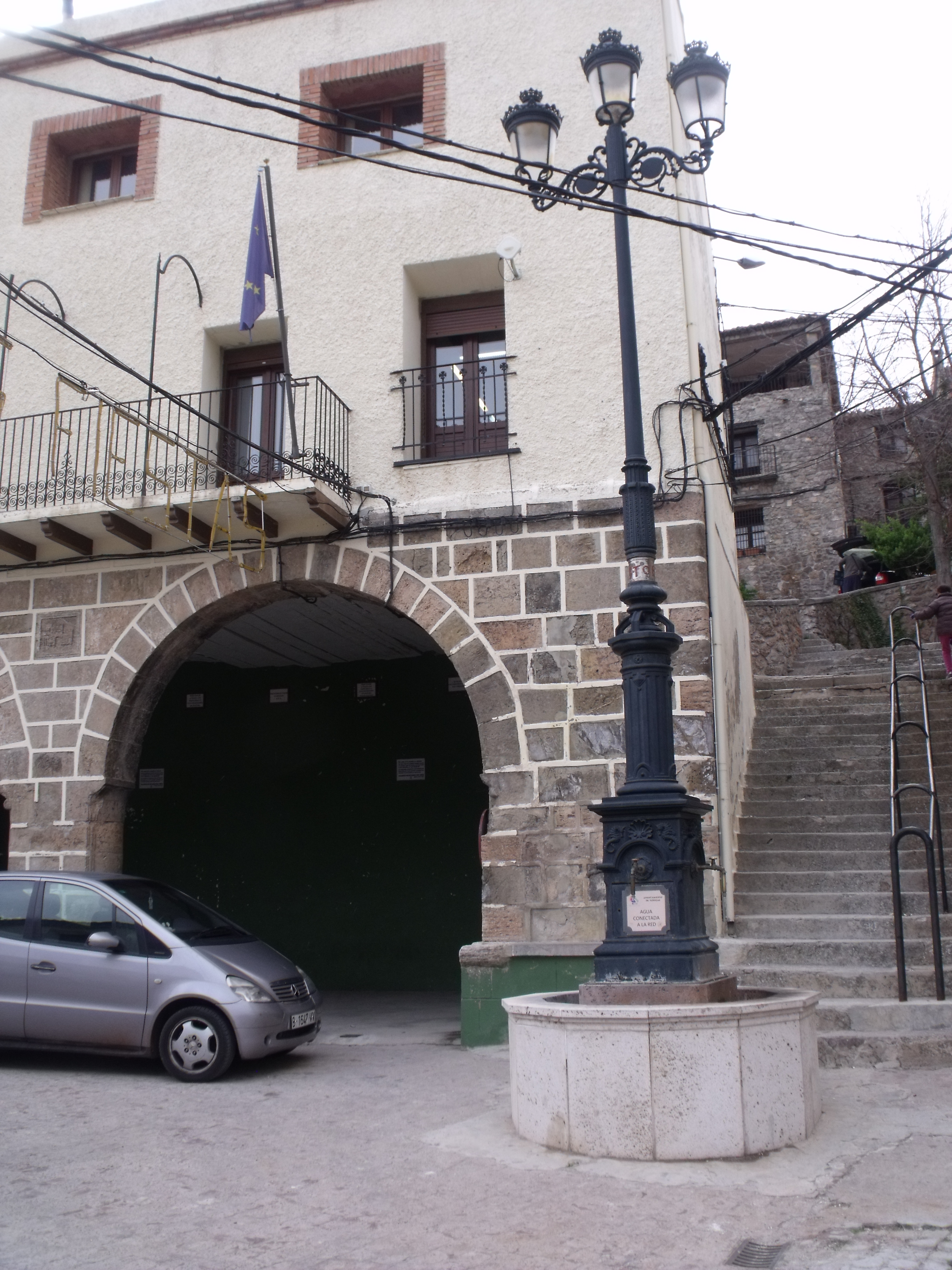
Porches del Ayuntamiento.
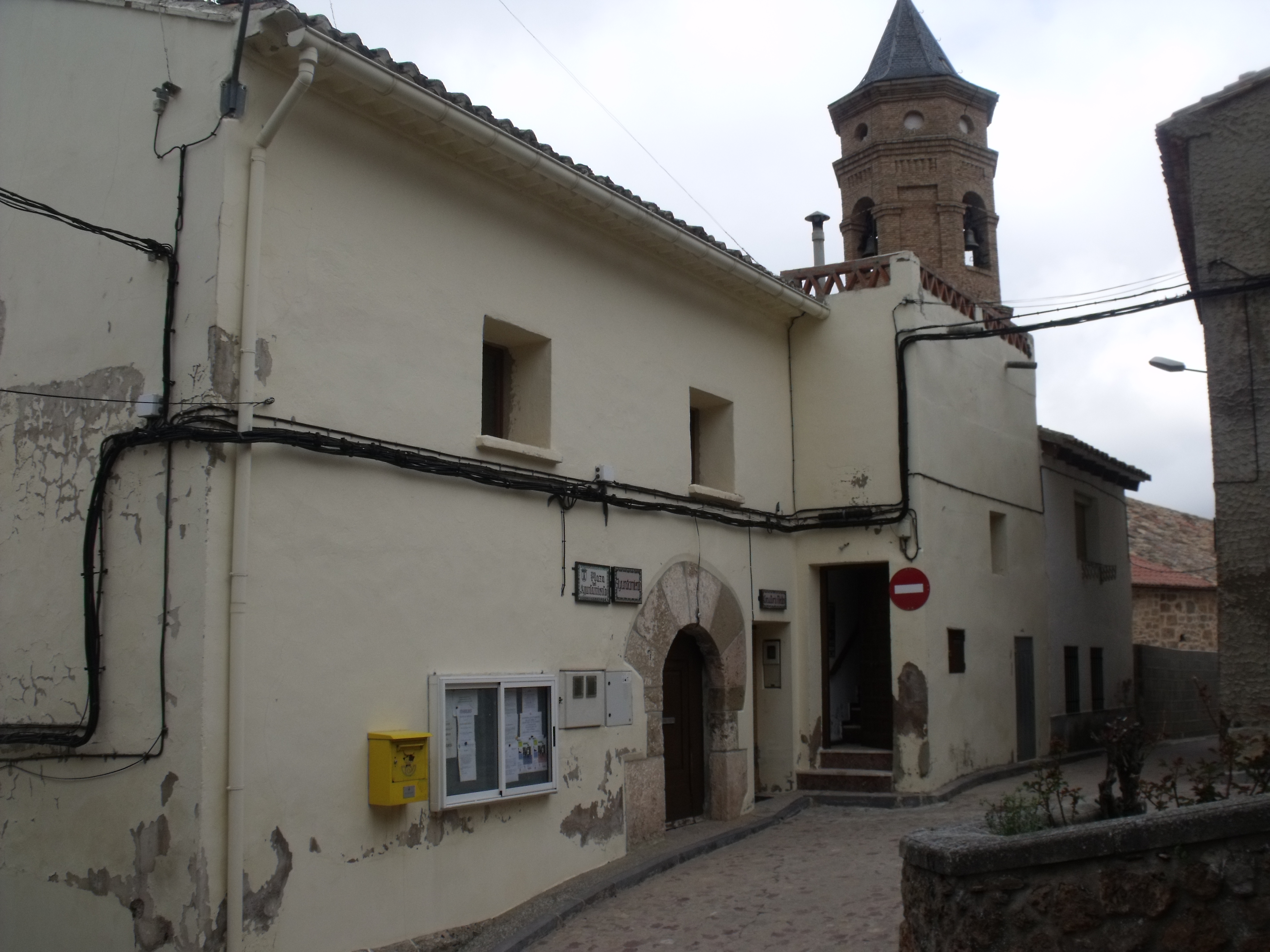
Fachada principal del Ayuntamiento con la consulta médica al lado.

## Gastronomía

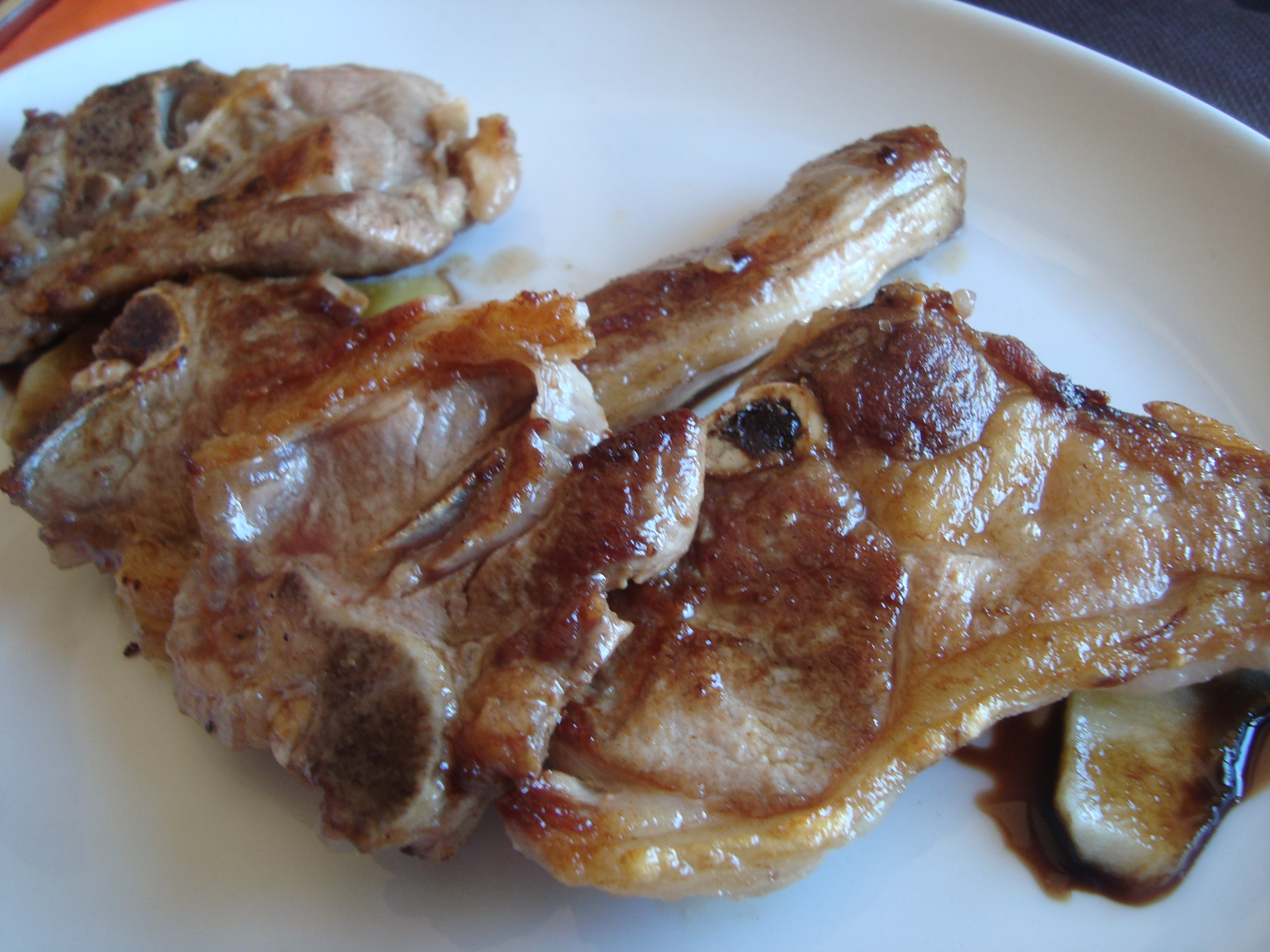
Cordero a la brasa

El pan del horno de Torrijas tiene fama en la comarca.

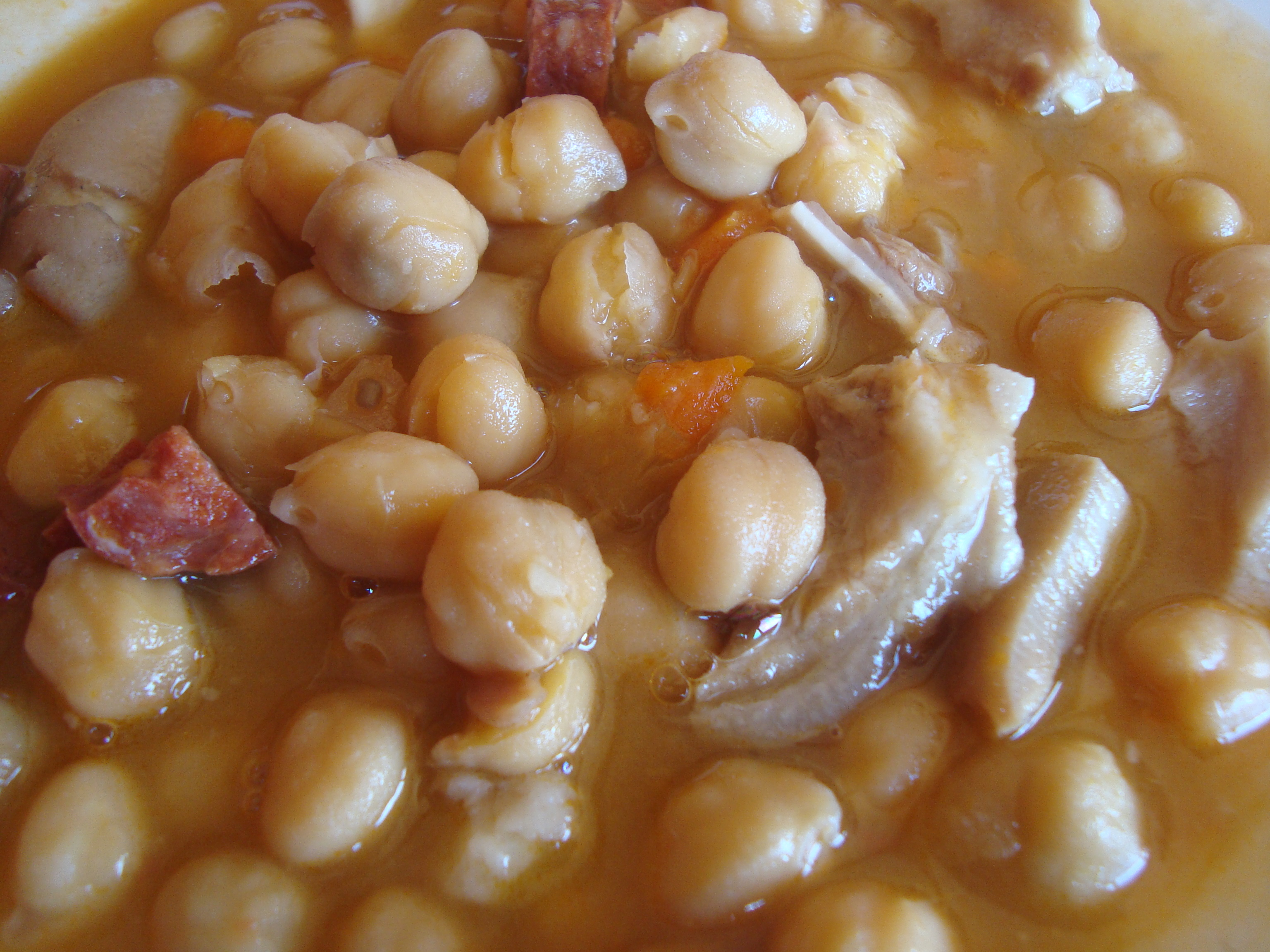
Garbanzos cocidos con oreja de cerdo

Además de disfrutar del pan, también es posible degustar las deliciosas frutas, legumbres y hortalizas de las diferentes huertas de la zona, exquisitas chuletas de cordero, o el jamón de Teruel, todo ello rodeado de un marco incomparable situado en el corazón del sistema Ibérico.

## Deportes
La localidad está próxima a la estación de esquí de Aramón Javalambre.
- Esquí, snowboard y lanzamiento de pértiga.
- Pasear o realizar cualquier actividad deportiva por los parajes que ofrece la comarca - La Nava, Fuente del Pino, Fuente la Teja, Fuente del Gavilán, Sierra Javalambre.
- Numerosas rutas a pie o en bici gracias a los pinares, ríos y manantiales en el que se encuentra situada la población.
- Parapente.
- Escalada.
- Tirolina.
- Puenting.

## Fiestas
En junio y en julio Santa Catalina y Santa Margarita. Alrededor del 10 de agosto en honor a San Lorenzo de Almagro. A finales de septiembre en honor a San Cosme y San Damián.   El 30 y 31 de diciembre Prenochevieja y Nochevieja.